# Зальфельден-ам-Штайнернен-Мер
Зальфельден-ам-Штайнернен-Мер — місто в австрійській землі Зальцбург. Містечко належить округу Целль-ам-Зеє. 
Зальфельден-ам-Штайнернен-Мер на мапі округу та землі. 

## Демографія
Історична динаміка населення міста за даними сайту Statistik Austria

## Уродженці
- Лаура Фаєрзінґер (* 1993) — австрійська футболістка, півзахисник.

## Галерея

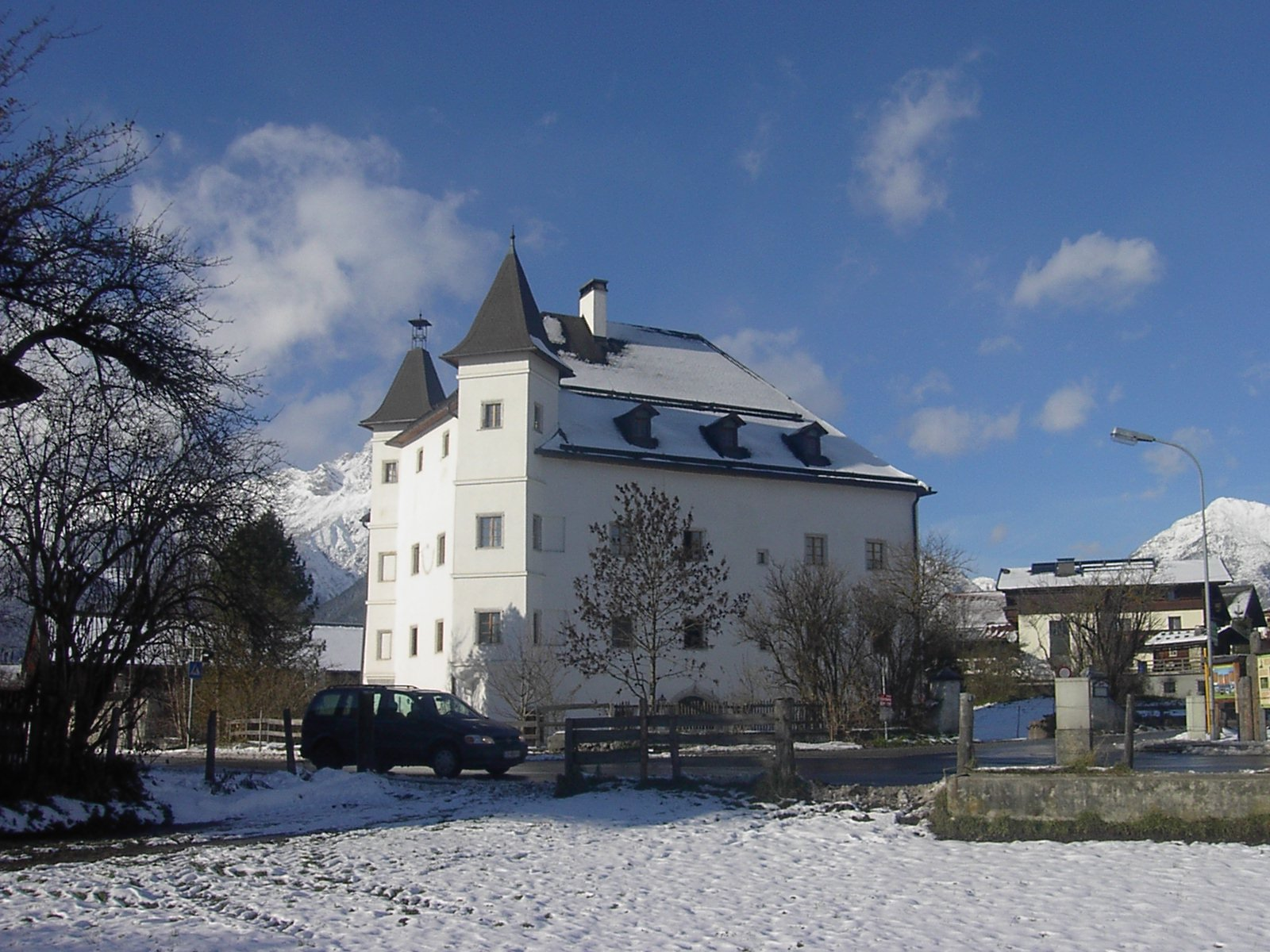
Замок Дофгайм
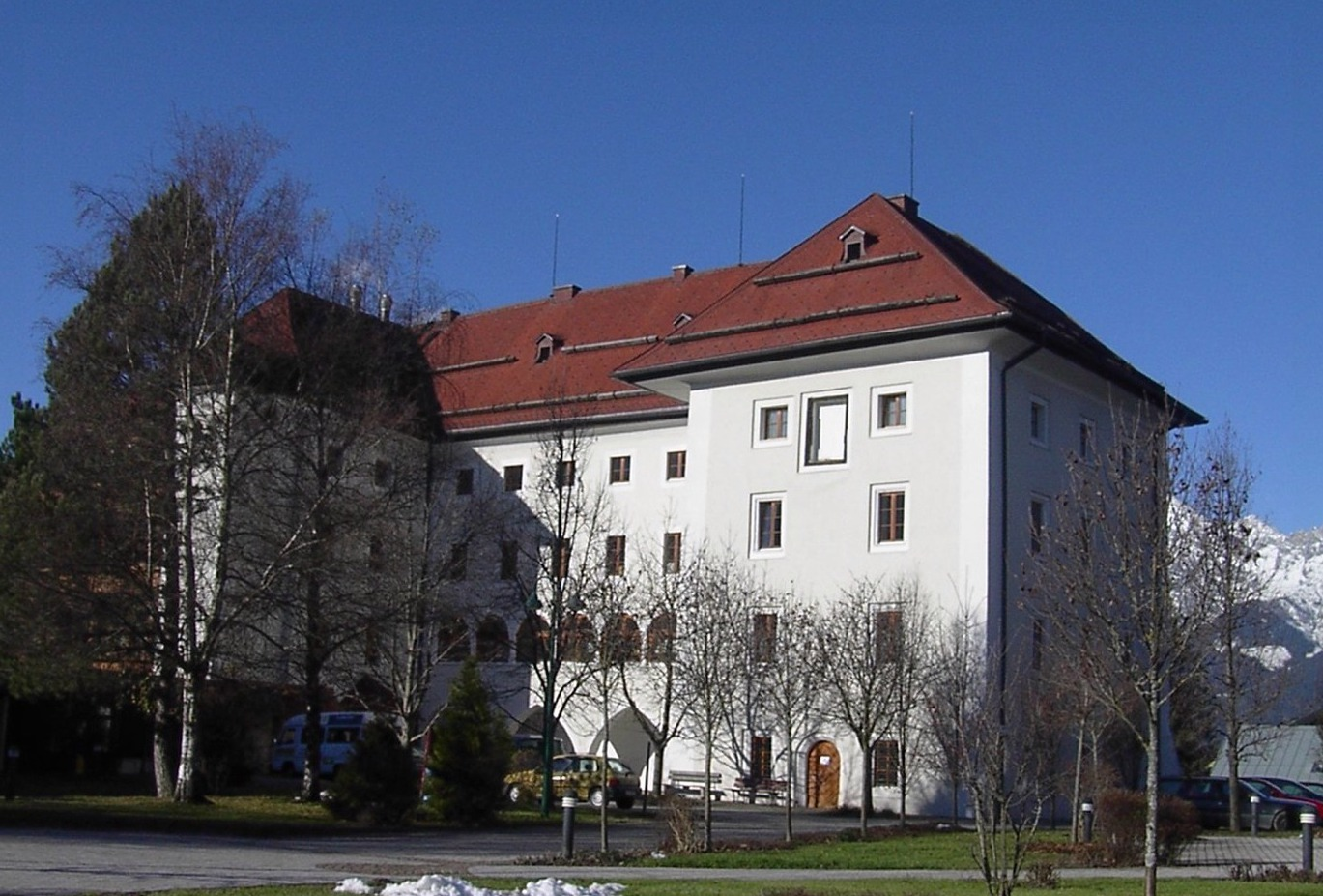
Замок Фармах
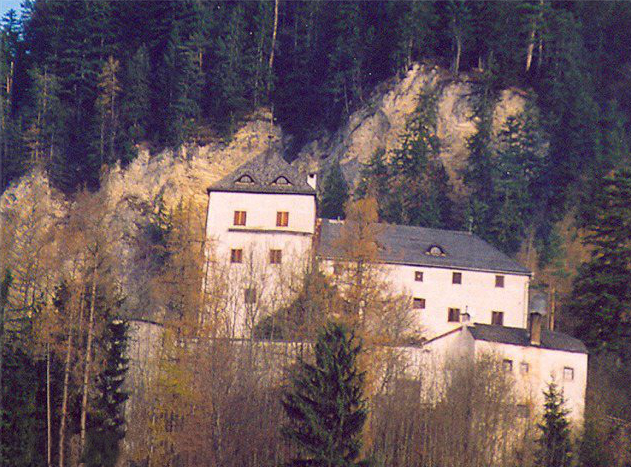
Замок Ліхтенберг
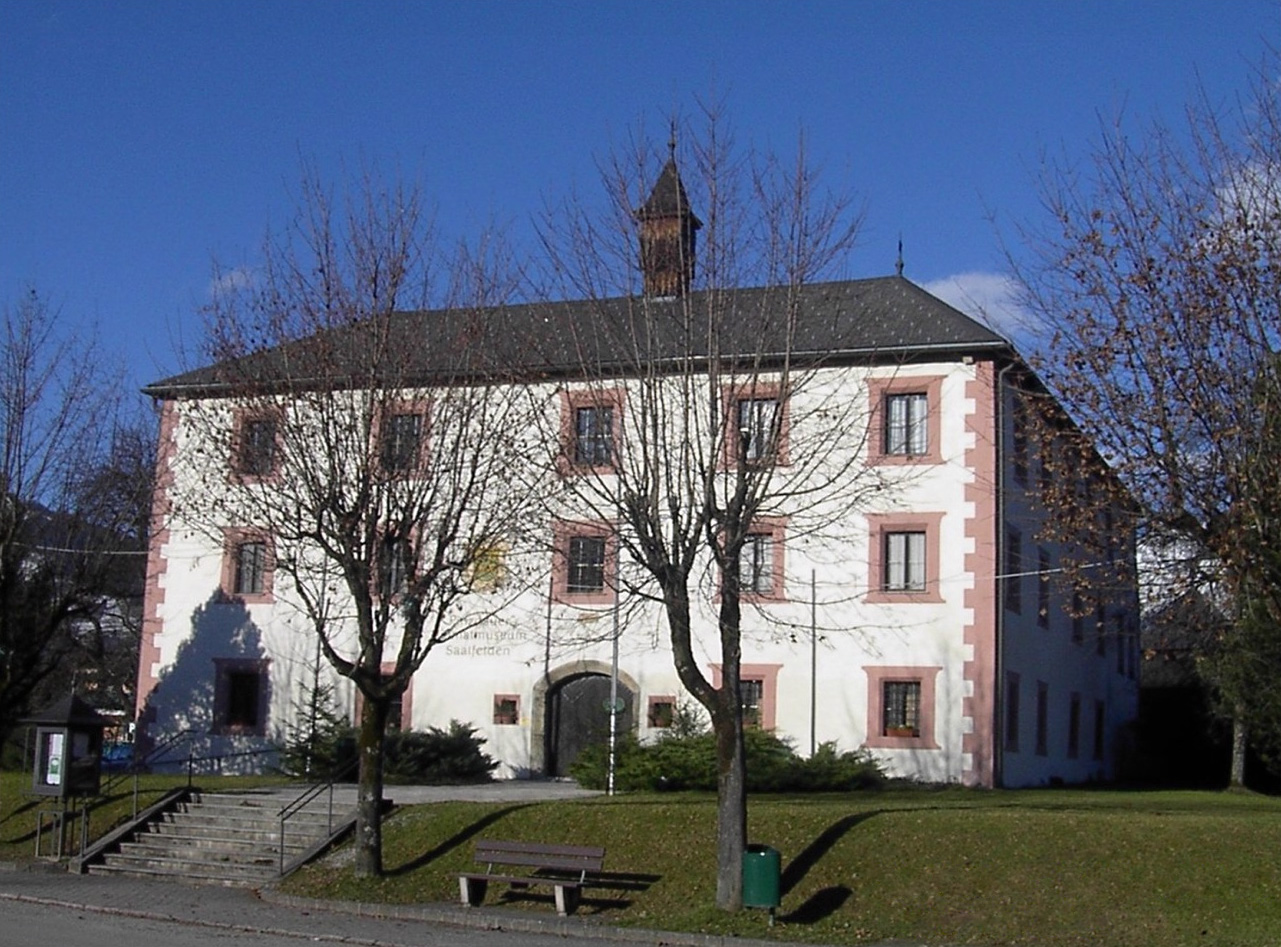
Замок Рітцен

## Виноски
1. ↑  www.saalfelden.at. Архів оригіналу за 21 липня 2019. Процитовано 30 червня 2013.
2. ↑  Gemeindedaten von Saalfelden am Steinernen Meer. Архів оригіналу за 2 вересня 2014. Процитовано 30 червня 2013.